# Spaten
 (février 2022).
Si vous disposez d'ouvrages ou d'articles de référence ou si vous connaissez des sites web de qualité traitant du thème abordé ici, merci de compléter l'article en donnant les références utiles à sa vérifiabilité et en les liant à la section « Notes et références ».
Spaten est une marque de bière et une brasserie de Munich, maintenant possédée par le groupe InBev. Le nom signifie une « bêche » en allemand. Il vient de la famille Spaeth, qui en fut propriétaire au XVIIe siècle. Le symbole est une pelle à malt. Les lettres G et S, de chaque côté de la pelle, sont les initiales des deux premiers maîtres-brasseurs de la dynastie qui, au XIXe siècle, a établi le renom de la marque : Gabriel Sedlmayr père et fils.
Spaten, comme toutes les bières bavaroises, est brassée sous le Reinheitsgebot (loi s'occupant de la réglementation de la bière en Allemagne).
Spaten fait partie, avec Paulaner, Augustiner, Hacker-Pschorr, Hofbräu et Löwenbräu, des six brasseurs officiels de la fête de la bière de Munich : l'Oktoberfest.

## Historique
La brasserie est fondée en 1397. Elle appartient à la famille Spaeth de 1622 à 1704.[réf. souhaitée]

### Gabriel Sedlmayr Ier
En 1807, elle est reprise par un maître-brasseur de la cour de Bavière, Gabriel Sedlmayr Ier. La brasserie est alors située sur la Neuhauser Strasse. En 1808, Gabriel Sedlmayr Ier achète à Gasteig une cave permettant la maturation de la bière. Les Bavarois en effet connaissent depuis le XVe siècle la fermentation basse, mais sans la maîtriser d’une manière scientifique, sans être capables de l’exploiter industriellement. En 1817, Gabriel transfère sa brasserie dans la Bayerstrasse.  
Ses deux fils, Gabriel Sedlmayr II et Josef, lui succèdent en 1836, ou 1839. En 1845, Gabriel le jeune rachète la part de Josef. Ce dernier prend en 1861 (ou 1863) la tête de la brasserie Franziskaner. Laquelle fusionnera, au siècle suivant, avec Spaten.

### Gabriel Sedlmayr II
L’esprit pionnier de Gabriel le jeune, sa vaste curiosité, ses multiples innovations en cette époque de révolution industrielle, donnent un nouvel élan à l’entreprise familiale. Dès 1840, il entreprend de moderniser sa brasserie. Gabriel Sedlmayr II contribue à perfectionner les bières brunes allemandes. Il est surtout connu pour être le principal artisan — en collaboration avec son ami, l'Autrichien Anton Dreher — de la mise au point des méthodes modernes de production des bières de fermentation basse. 
En 1844, il fait installer dans sa brasserie la première machine à vapeur du continent qui soit destinée au brassage de la bière (seuls les Anglais y avaient recours). En 1851, le succès l’oblige à emménager dans une plus grande brasserie, sur la Marsstrasse. Spaten devient en 1867 la plus importante brasserie de Munich.

### LesXXeetXXIesiècles

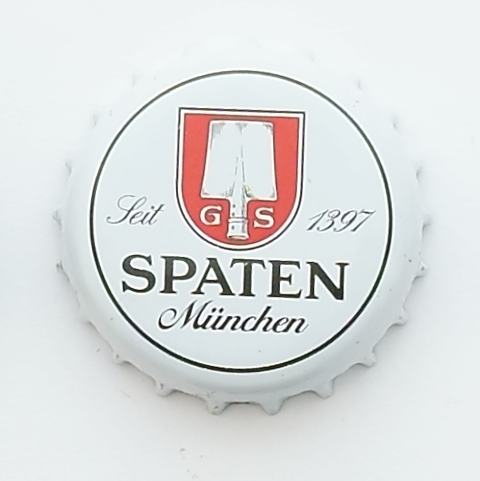
Capsule de bière Spaten.

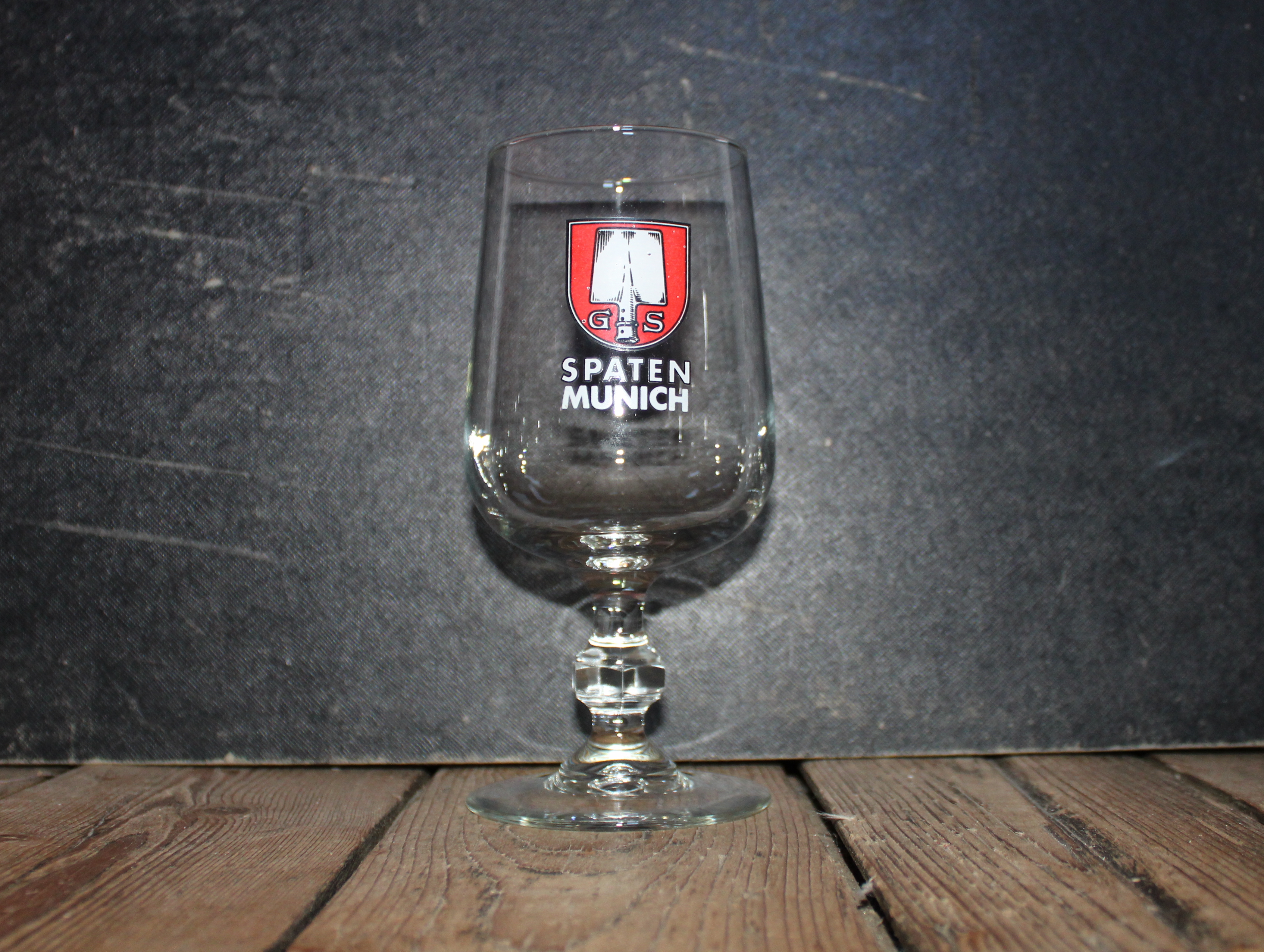
Verre à bière "Spaten München".

En 1909, Spaten exporte en Amérique. En 1922, elle fusionne avec Franziskaner pour former une société par actions.
Le cap du million d’hectolitres est franchi en 1992.
En 1997, Spaten fusionne avec Löwenbräu. L’ensemble est acheté en 2003 par le groupe Interbrew. Lequel fusionne avec AmBev, en 2004, pour former InBev, intégré depuis 2008 dans le groupe Anheuser-Busch InBev.

## Les bières
- Spaten Münchner Hell / Premium Lager,
- Spatengold,
- Spaten Oktoberfestbier / Ur-Märzen,
- Spaten Pils,
- Spaten Diät Pils,
- Ludwig Thomas Dunkel,
- Spaten Urbock,
- Spaten Optimator,
- Spaten Alkoholfrei,
- Spaten Dunkel,
- Spaten Holiday Bock,
- Spaten Light,
- Spaten Maibock / Premium Bock,

Spaten produit également des bières de blé sous la marque de Franziskaner.